# 裘增寿
裘增寿，江西新建人，清朝政治人物。举人出身。
裘增寿曾在四库全书馆任繕簽官。后外放，嘉庆十二年（1807年）接替特通阿任漳州府知府一职，嘉庆十八年（1813年）由英泰接任。